# Salm-Reifferscheid-Dyck
Salm-Reifferscheid-Dyck fue un pequeño condado del Sacro Imperio Romano Germánico. Su territorio era la región en torno a Dyck (sudeste de Mönchengladbach) en la actual Renania del Norte-Westfalia, Alemania. Salm-Reifferscheid-Dyck era una partición de Salm-Reifferscheid, y fue anexionado por el Primer Imperio francés durante las guerras revolucionarias francesas, en 1811.
El condado fue mediatizado al Reino de Prusia en 1813, del que Salm-Reifferscheid-Dyck pasó a ser un título principesco tres años más tarde. Cuando se extinguió la línea condal, en 1888, el título fue asumido por los príncipes de Salm-Reifferscheid-Krautheim.
El título completo era "Príncipe Imperial de Salm, Duque de Hoogstraten, Wildgrave de Dhaun y Kyrburg, Ringrave de Stein, Señor de Diemeringen y Anholt".

## Condes y Príncipes de Salm-Reifferscheidt-Dyck (1639-1888)
- Ernesto Salentino, Conde 1639-1684 (1621-1684), segundo hijo de Ernesto Federico, Conde de Salm-Reifferscheidt
  - Francisco Ernesto, Conde 1684-1727 (1659-1727)
    - Augusto Eugenio Bernardo, Conde 1727-1767 (1706-1767)
    - Juan Francisco Guillermo, Conde 1767-1775 (1714-1775)
      - José Francisco, Conde 1775-1806, 1º Príncipe 1816-1861 (1773-1861)
      - Príncipe Francisco José Augusto de Salm-Reifferscheidt-Dyck (1775-1826)
        - Alfredo José Clemente, Conde y 2º Príncipe 1861-1888 (1811-1888)

- Datos: Q2211274